# Десета изтребителна авиодивизия
Десета изтребителна авиодивизия е българско военно съединение, създадено през 1951 година.
Създадена е на 17 март 1951 година на летище Граф Игнатиево и включва в състава си 15-и, 19-и и 21-ви изтребителни авиополка. Командир на дивизията е майор Величко Василев. Личният състав на дивизията се състои от 284 души с учебни самолети По-2 и Як-11. Към април от СССР са изпратени 30 бойни самолета Як-23 и 4 учебни Як-17. През септември пристигат изтребители Миг 15, а Як-те са изпратени в град Добрич, където се помещава щаба на новосформирана първа изтребителна авиодивизия.
През 1955 г. към дивизията е придаден двадесет и пети изтребителен авиополк. Към 1960 г. дивизията има 157 души личен състав, от които 27 пилоти I клас и 62-ма пилоти 2-ри клас. Дивизията е разформирована през 1961 г. и от нея е създадена десета изтребително-бомбардировъчна дивизия.

## Командири
Чинът е към момента на назначавеното за командир:
- Майор Васил Величков – 17 март 1951 – септември 1951
- Майор Симеон Симеонов – септември 1951 – май 1952, временно изпълняващ длъжността
- Майор Симеон Симеонов – юни 1952 – септември 1955
- Подполковник Желязко Желязков – септември 1955 – 1959
- Подполковник Стоян Минов от 1959